# Luperina lacunosa
Luperina lacunosa är en fjärilsart som beskrevs av Igor Kozhanchikov 1925. Luperina lacunosa ingår i släktet Luperina och familjen nattflyn. Inga underarter finns listade i Catalogue of Life.